# Noire du Velay
La brebis Noire du Velay est une race ovine française originaire du plateau volcanique du Velay, de la région Auvergne. On connaît mal ses origines exactes, mais on sait qu'elle est implantée depuis très longtemps dans la région. Après avoir manqué disparaître au début du XXe siècle, elle s'est bien reprise et les effectifs sont toujours en augmentation aujourd'hui.
La noire du Velay, à la peau noire et la laine de couleur noire-brunâtre, est une brebis rustique, excellente pour ses qualités maternelles. Elle est précoce, assez prolifique et avec une bonne production laitière, permettant une bonne croissance des agneaux. Ceux-ci produisent des carcasses à la conformation modeste, c'est pourquoi on croise souvent la race avec des béliers à bonnes aptitudes bouchères. C'est également une brebis facilement désaisonnable, ce qui permet la production d'agneaux à contre-saison et l'intensification de la production, avec un système comportant trois agnelages en deux ans qui est majoritaire dans cette race.
On rencontre principalement cette brebis dans la Haute-Loire, dans son terroir d'origine, mais également dans d'autres territoires de montagne et moyenne montagne comme l'Ardèche, la Loire, la Savoie ou le Jura.

## Origine
Cette race est une des plus anciennes races ovines connues, très rustique, élevée par les Celtes. Elle semble être arrivée en France vers 1500 av. J.-C. lorsque les peuplades celtiques se sont installées dans le Massif central. Un autre hypothèse est que cette race est venue du Moyen-Orient.
Peu touchée par les croisements avec d'autres races au XIXe siècle, la race est considérée comme une brebis du plateau volcanique du Velay en 1914. Elle manque disparaître en ce début de XXe siècle avec l'arrivée de races mieux conformées. En 1931 est créé le Syndicat d'élevage du Mouton Noir de Bains qui vise à améliorer la race et fixer son standard. De noir de Bains, faisant référence à la ville dans laquelle siège le syndicat, sa dénomination passe à Noire du Velay en 1950.
Depuis les années 1970, un important travail débuté au Puy-en-Velay, dit de « redéveloppement », est mené par les éleveurs. La Noire du Velay est maintenant visible dans la plupart des régions montagneuses de France, sans pour autant que l'on observe de gros troupeaux (100 têtes environ), et elle est en pleine expansion.

## Description

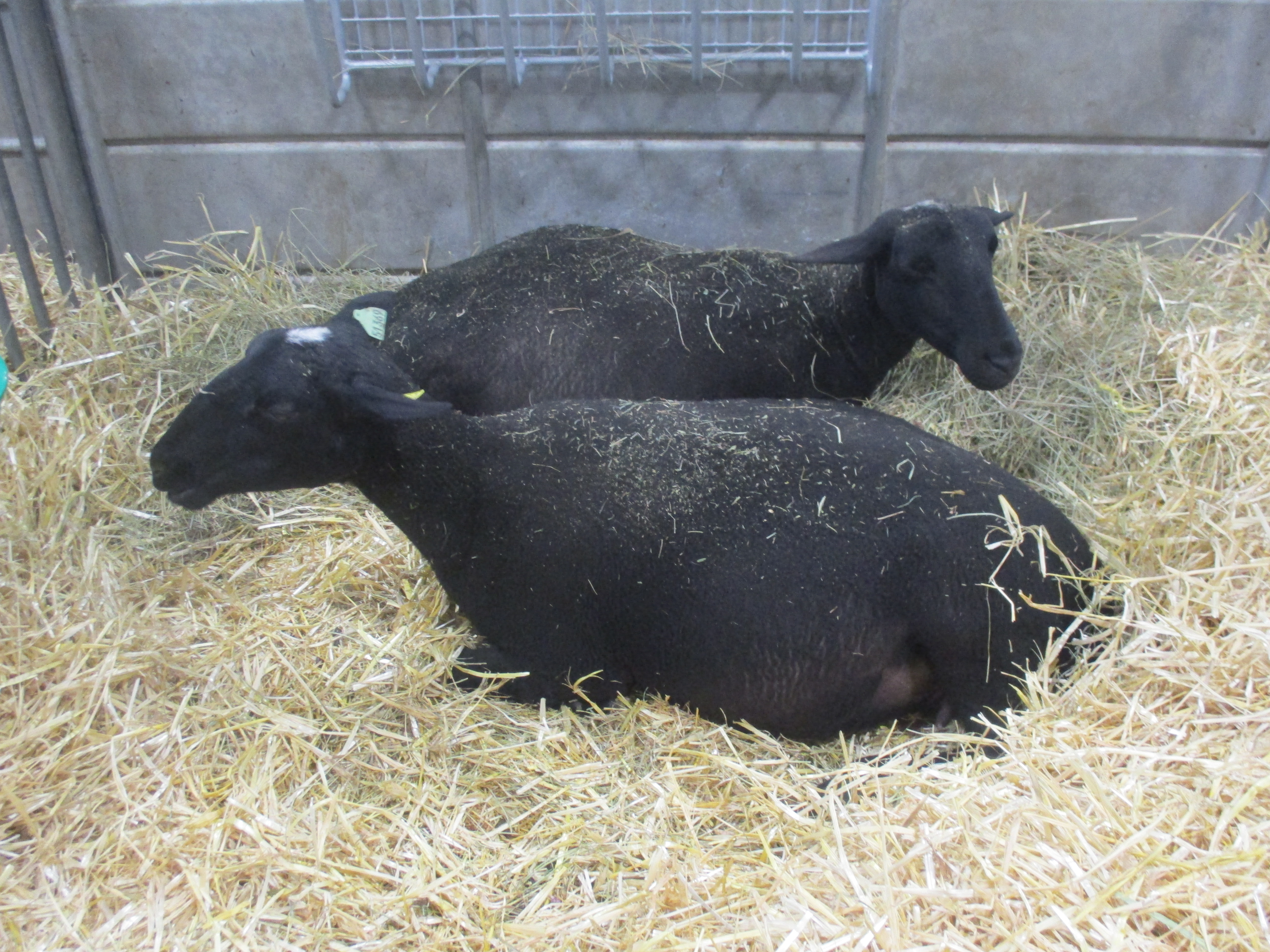
Brebis noires du Velay.

Comme son nom le laisse supposer, la noire du Velay est une race à la peau noire avec des reflets ardoises, ne présentant aucune tache, sauf un plumeau blanc au bout bout de la queue, et parfois une étoile blanche sur le front. Sa toison en carapace de couleur noir délavé à brune laisse voir des mèches de laine ondulées. Elle ne recouvre pas la tête, la gorge, les pattes et les aines. Le squelette est particulièrement fin. 
La couleur noire-chocolat de la laine de la brebis noire du Velay est généralement appelée burel. 
Il s'agit d'une brebis de taille moyenne. Les béliers pèsent entre 70 et 100 kg et les brebis entre 50 et 70 kg.

## Aptitudes

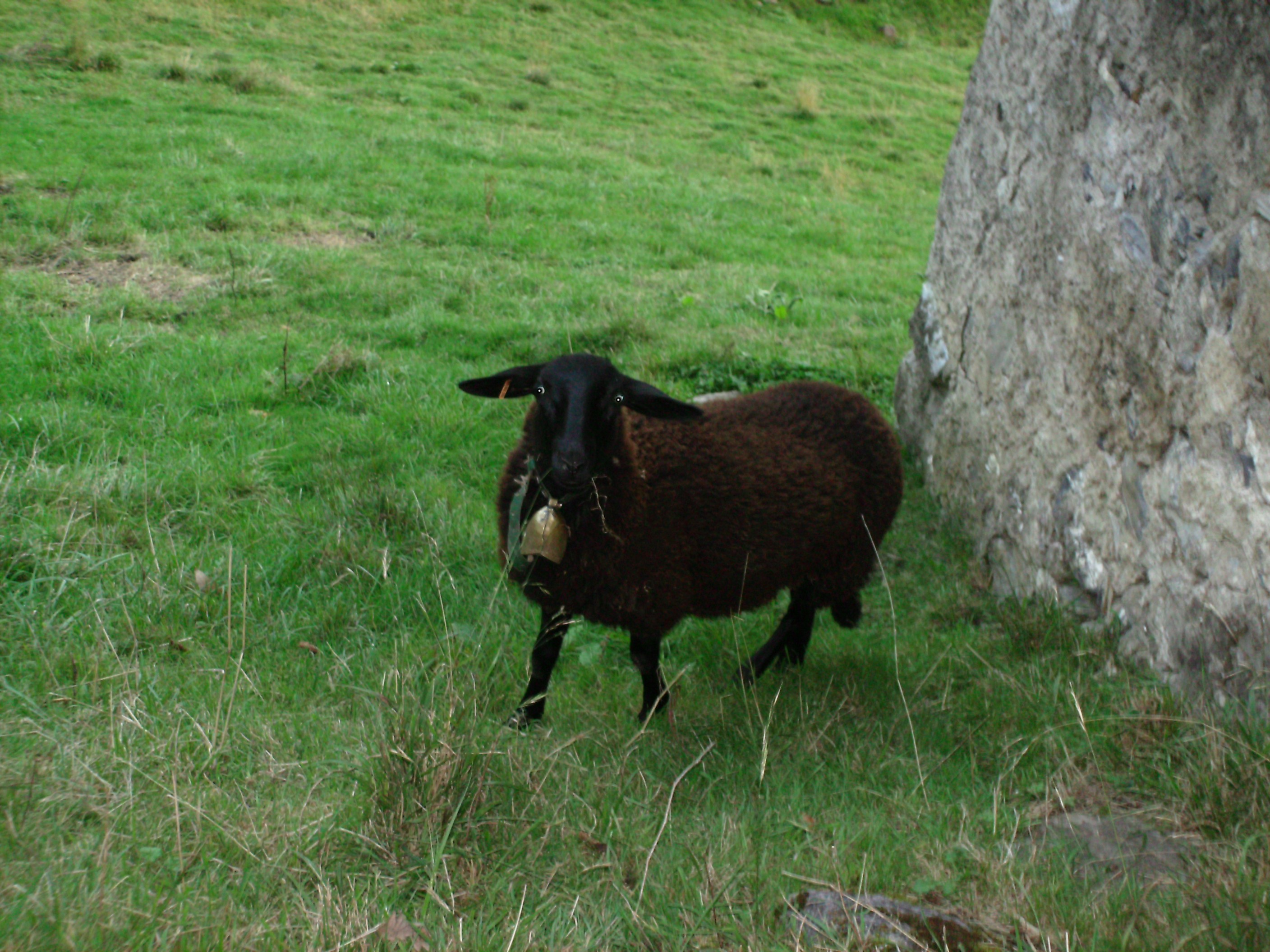
Brebis de race Noire du Velay.

La noire du Velay est une race rustique pouvant s'adapter à des conditions climatiques variées. Elle évolue traditionnellement sur les hauts plateaux volcaniques du Velay, et y a acquis des qualités de bonne marcheuse, capable de valoriser des surfaces peu productives et des terrains difficilement accessibles.
Les brebis sont de nature calmes, et ont un très bon instinct maternel. Elle est moyennement prolifique avec en moyenne 1,5 agneau par portée, et a une bonne production laitière, qui assure à ses agneaux une croissance élevée. Les agnelles sont précoces et peuvent être mises à la reproduction dès l'âge de 7 mois. La saison de reproduction est très peu marquée chez cette brebis, qui peut se reproduire toute l'année sans intervention humaine ni traitement hormonal. Cette race à des aptitudes bouchères assez moyennes, c'est pourquoi les femelles sont fréquemment croisées avec des béliers de race à forte conformation et potentiel de croissance élevé pour améliorer les agneaux produits.

## Élevage
Une des caractéristiques majeures de cette race est sa faculté au désaisonnement. Ainsi, dans les systèmes traditionnels, le bélier reste en permanence avec les brebis et les agnelages s'étalent sur toute l'année. Cela permet notamment la production d'agneaux à contre-saison, lorsque le marché est porteur.
Dans les élevages de semi-montagne, où elle est principalement élevée, cette capacité à se reproduire tout au long de l'année est utilisée pour intensifier le rythme de production, avec pour chaque brebis trois agnelages en deux ans, avec des périodes d'agnelage en mars-avril, août-septembre et novembre-décembre. Cela permet d'améliorer la productivité annuelle de brebis, qui produisent donc en moyenne deux agneaux par an. Les agneaux ainsi produits sont sevrés vers deux mois, et le plus souvent engraissés en bergerie, notamment ceux nés en fin d'été ou en fin d'automne.

## Sélection

Logo de l'UPRA Races Ovines des Massifs.

Depuis 1972, la sélection de la race est à la charge de l'UPRA Races Ovines des Massifs qui fixe notamment les objectifs de sélection de la race. Ainsi on cherche notamment à améliorer la production laitière, pour assurer une bonne croissance des agneaux, et la prolificité, ainsi que les aptitudes bouchères qui sont le principal point faible de la race. Par ailleurs, des efforts sont menés pour améliorer la résistance de la race à la tremblante du mouton. Pour cela, tous les reproducteurs sont genotypés et ceux présentant des allèles responsables de la sensibilité à la tremblante sont retirés de la reproduction.
Actuellement, environ 13 000 brebis, provenant de 36 élevages, sont inscrites au livre généalogique de la race. Ces brebis font l'objet de contrôles en ferme afin de déterminer leur valeur génétique pour les caractères de prolificité et de valeur laitière. Les meilleures d'entre elles sont destinées à produire des béliers pour la reproduction. Ainsi, une centaine d'agneaux mâles nés en août-septembre de ces brebis sont regroupés en station de contrôle individuel, de façon que l'on puisse comparer leurs performances sans que le milieu n'intervienne, et les 30 à 40 % meilleurs d'entre eux du point de vue des qualités bouchères sont répartis dans les élevages pour devenir béliers reproducteurs.

## Diffusion
La noire du Velay est principalement concentrée dans la Haute-Loire, dans sa région d'origine du Velay. Elle s'est également étendue rapidement aux départements de la Loire, de l'Hérault, du Jura et de l'Ardèche, puis plus récemment à ceux du Puy-de-Dôme et de la Savoie. Sa rusticité et ses qualités de marcheuse ont facilité son implantation dans ses régions de moyenne montagne où on la recherche pour ses qualités maternelles. Ce développement a permis l'augmentation des effectifs qui atteignent 22 000 brebis en 2003. La race est également exportée hors de France, au Maroc et en Suisse, mais dans des proportions qui restent modestes.

## La noire du Velay dans la culture populaire
Cette brebis est bien ancrée dans la culture de sa région d'origine, comme peuvent par exemple en témoigner les festivités qui tournent autour d'elle comme « La Néira des Volcans d'Allègre » début août chaque année à Allègre (43) et comme  « Lou Pastre dé la Néigre », organisé en mai au Monastier-sur-Gazeille et rendant hommage à la noire du Velay et aux transhumances d'antan. Par ailleurs, un concours spécial de la race noire du Velay se tenait dans la Haute-Loire tous les 4 ou 5 ans.